# Torneo de Ginebra 2021
El Gonet Geneva Open 2021 fue un torneo de tenis en polvo de ladrillo al aire libre que se jugó en Ginebra (Suiza) del 15 al 22 de mayo de 2021. Fue la 18.ª edición del Banque Eric Sturdza Geneva Open, y es parte del ATP World Tour 250 series de 2021.

## Distribución de puntos
| Modalidad            | Campeón | Finalista | Semifinales | Cuartos de final | 2ª ronda | 1ª ronda | Clasificados | 2ª ronda de clasificación | 1ª ronda de clasificación |
| Individual masculino | 250     | 165       | 100         | 50               | 25       | 0        | 13           | 7                         | 0                         |
| Dobles masculino     | 250     | 150       | 90          | 45               | 20       | 0        | -            | -                         | -                         |

## Cabezas de serie

### Individuales masculino
| Tenista          | Ranking | Preclasificado |
| Roger Federer    | 8       | 1              |
| Denis Shapovalov | 14      | 2              |
| Casper Ruud      | 16      | 3              |
| Grigor Dimitrov  | 17      | 4              |
| Christian Garín  | 22      | 5              |
| Fabio Fognini    | 28      | 6              |
| Benoît Paire     | 35      | 7              |
| Adrian Mannarino | 36      | 8              |

- Ranking del 10 de mayo de 2021.[2]

### Dobles masculino
| Tenista                     | Ranking | Preclasificado |
| Oliver Marach Mate Pavić    | 31      | 1              |
| John Peers Michael Venus    | 42      | 2              |
| Raven Klaasen Ben McLachlan | 65      | 3              |
| Rohan Bopanna Franko Škugor | 73      | 4              |

## Campeones

### Individual masculino
Casper Ruud venció a  Denis Shapovalov por 7-6(8-6), 6-4

### Dobles masculino
John Peers /  Michael Venus vencieron a  Simone Bolelli /  Máximo González por 6-2, 7-5